# Polana (Pasmo Bukowicy)
Polana (691 m n.p.m.; czasem 689, m n.p.m.) – szczyt w Paśmie Bukowicy w Beskidzie Niskim.
Leży w ramieniu, stanowiącym północne przedłużenie pasma sensu stricto, a odgałęziającym się w szczycie Zrubania. Wznosi się ok. 1,7 km na północ od tego ostatniego. Oprócz grzbietu biegnącego dalej na północ, który przez Spalony Horbek schodzi ku dolinie Wisłoka przy wsi Pastwiska, od szczytu w kierunku północno-wschodnim odgałęzia się długi grzbiet ograniczający lewy (orograficznie) brzeg doliny Pielnicy i zanikający dalej wśród wzgórz Pogórza Bukowskiego, natomiast w kierunku północno-zachodnim – krótki grzbiecik, opadający nad Puławy Górne.
Kopuła szczytowa płaska, stoki niezbyt strome, w górnych strefach słabo rozczłonkowane. Masyw w większości zalesiony, jedynie wspomniany grzbiecik północno-zachodni, pokryty po zachodniej stronie łąkami, oferuje widoki w kierunku zachodnim i północnym.